# Asenbaso
Asenbaso, ook wel Asawbasu, is een dorp in het district Sipaliwini in Suriname. Het dicht bij de stroomversnelling Bendekondre, bij de samenvloeiing van de Gran Rio en Pikin Rio in de Boven-Surinamerivier.
Het ligt op loopafstand van de Ananasberg.
Abenaston · Adawai · Akisiaman · Akwaukondre · Amakakondre · Asenbaso · Asidonhopo · Atjoni · Aurora · Begoeba · Begoon · Bekiokondre · Bendikwai · Bendiwata · Biudoematoe  · Bofokoele · Botopasi · Dan · Dangogo · Daume · Debikè · Deboo · Djemongo · Djoemoe · Duwatra · Foetoenakaba · Gingiston · Goddo · Godowatra · Goejaba · Gran Slee · Grantatai · Gunsi · Heikoenoenoe · Jawjaw · Kaajapati · Kajana · Kambaloea · Kampoe · Koonoo · Kuututen · Ladouanie · Lespansi · Ligorio · Malobi · Malroseekondre · Masiakriki · Moitori · Nazaleti · Nieuw-Aurora · Padalafanti · Pambo Oko · Pikin Slee · Pingpe · Pokigron · Saloebanga · Semoisi · Soolan · Stonhoekoe · Tjaikondre · Toemaripa · Toetoeboeka